# Wildmoos (Markt Indersdorf)
Wildmoos ist ein Gemeindeteil von Markt Indersdorf im oberbayerischen Landkreis Dachau. Die Einöde liegt circa eineinhalb Kilometer nördlich von Indersdorf auf der Gemarkung Glonn und ist über die Kreisstraße DAH 2 zu erreichen.
Der Ort wurde 1031 als „Wildmos“ erstmals erwähnt.
Ám 1. Januar 1972 wurde Wildmoos als Ortsteil der ehemals selbständigen Gemeinde Glonn in die Gemeinde Markt Indersdorf eingegliedert.